# Ernst Ströer

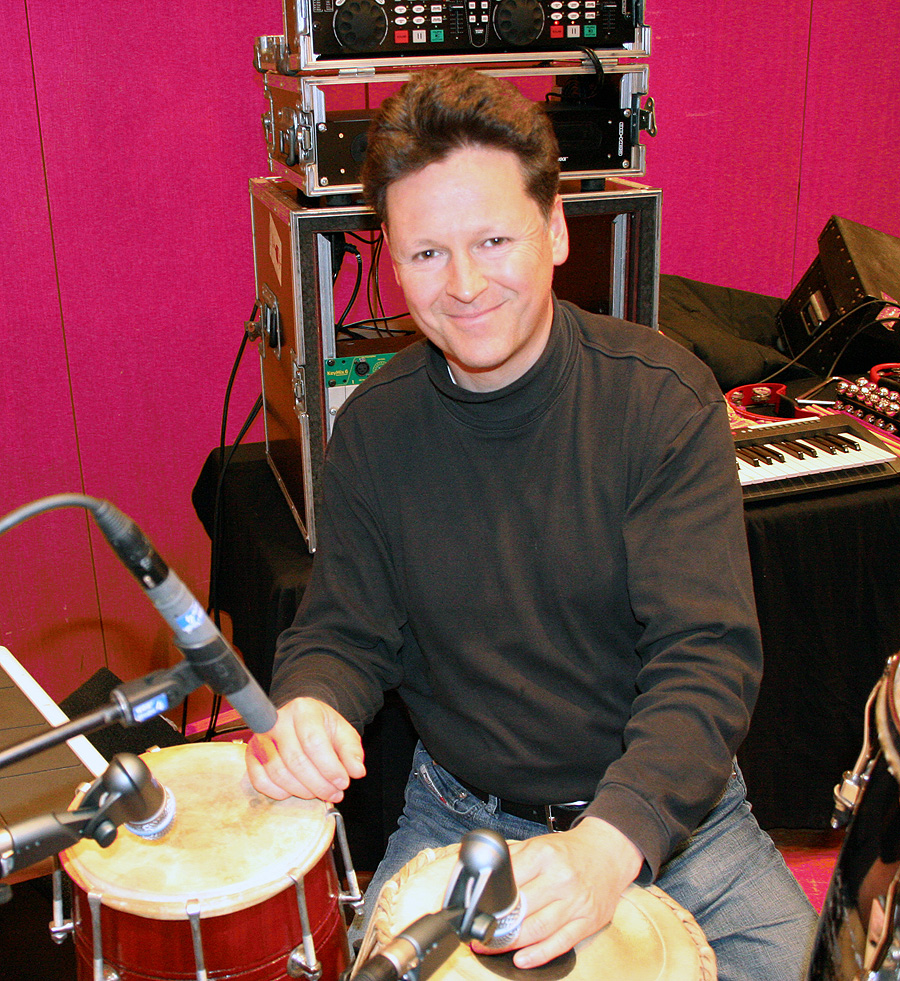
Ernst Ströer (2006)

Ernst Ströer (* 8. Januar 1963 in München) ist ein deutscher Musiker (Perkussion, Schlagzeug), Arrangeur, Komponist und Musikproduzent.

## Leben und Wirken
Ströer, der bereits 1979 an Plattenaufnahmen seines Bruders Hans Peter Ströer beteiligt war, spielte von 1981 bis 1985 als Perkussionist in Volker Kriegels Mild Maniac Orchestra; er war an Kriegels Alben Journal und Schöne Aussichten beteiligt. Als Studiomusiker wirkte er bei Plattenproduktionen von Andreas Vollenweider, Anne Haigis, Konstantin Wecker, 
Harald Haerter, Rosanna & Zélia, Pippo Pollina u. v. a. mit.
1982 gründete er mit seinem Bruder den Hans P. und Ernst Ströer Musikverlag. Auf Mood Records veröffentlichen die Ströer Bros. gemeinsam eigene Fusion-Platten mit experimentellem Charakter (Ströer Bros. - „Fluchtweg Madagaskar“ und „Nomaden“ mit Howard Fine). 1987 initiierte das Goethe-Institut eine Südostasien-Tournee des Ströer Bros.-Projektes Nomaden. Auf dem eigenen Label Ilusion-Records folgen Veröffentlichungen von Soundtracks.
Mitte der 80er Jahre etablierten sich die Ströer Bros. als Produzententeam. Zwischen 1985 und 1998 produzierte und arrangierte Ernst Ströer im Team mit Bruder Hans und dem Regisseur Horst Königstein zwölf Alben mit Udo Lindenberg. Dazu zählen unter anderem das Album „Hermine“ unter Mitwirkung von Marlene Dietrich (dabei entsteht Dietrichs letzte Tonaufnahme vor ihrem Tod), und die Orchester-CD „Belcanto“ mit dem Deutschen Filmorchester Babelsberg. Seit 1986 zahlreiche weitere Schallplatten-Projekte als Produzent, Arrangeur und Musiker zusammen mit Hans P. Ströer, u. a. für Wigald Boning, Marianne Rosenberg.
1988 übernahmen die Ströer Brüder die Programmgestaltung und musikalische Leitung der Kunstdisco Seoul, des offiziellen deutschen Kulturbeitrags zum Olympic Arts Festival bei den Olympischen Sommerspielen in Seoul, Südkorea. Sie produzieren zahlreiche Platten, die dort von DJ WestBam aufgelegt wurden.
Seit 1988 verfasste Ernst Ströer Filmmusiken, unter anderem für den Fernsehfilm „Coming In“ mit Franka Potente und die Serie „Berlin Break“ von Wolfgang Petersen (Universal) sowie Bühnenmusiken für Theaterinszenierungen in Basel, Bad Hersfeld, Frankfurt, Hamburg, Hannover, Mannheim, München und Wien.
Zusammen mit Klaus Doldingers Band Passport, der Ernst Ströer seit 1989 angehört, spielte er viele hundert Konzerte bei Tourneen im In- und Ausland (Schweiz, Österreich, Südafrika, Brasilien, Marokko) und ist auf mittlerweile zwölf Passport-CDs zu hören.
1992 und 1993 produzierte Ernst Ströer zwei Hörspiele von Hans Turner für den Südwestfunk. 1994 bis 1998 studierte er Komposition bei H. C. Mylla, München. 2007 und 2010 war er an den Aufnahmen für Christian Prommers Drumlesson beteiligt. Das von ihm mit seinem Bruder verfasste Buch Das MusikHörBuch - Vom passiven zum aktiven Musikgenuss erschien 2008 bei Schott.

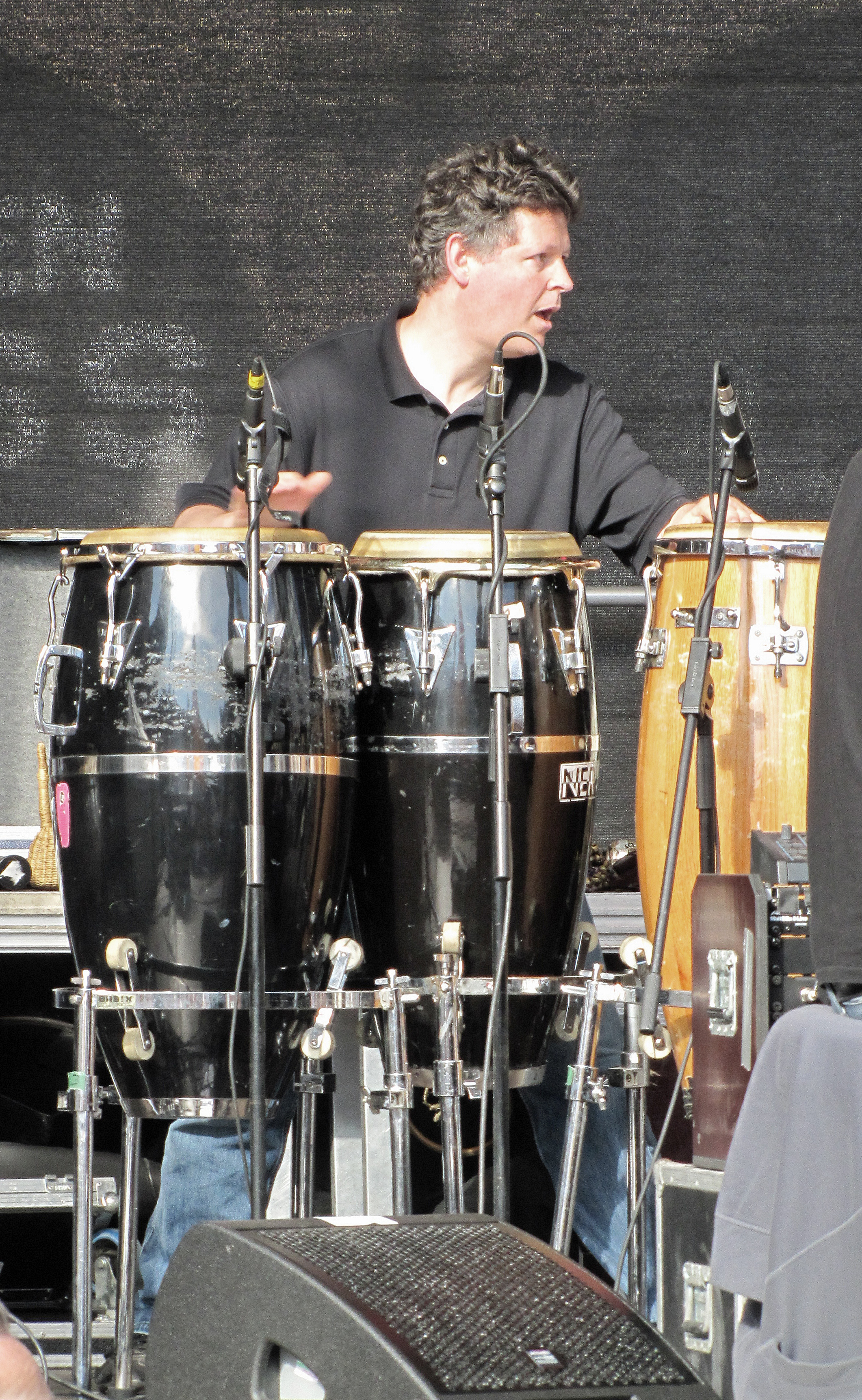
2010 mit Doldingers „Passport“

## Preise und Auszeichnungen
Ernst Ströer erhielt 1982 (gemeinsam mit dem Mild Maniac Orchestra) den Deutschen Schallplattenpreis sowie 1986 (für Nomaden) den Preis der Deutschen Schallplattenkritik.